# Épagny (Aisne)
Epagny – miejscowość i gmina we Francji, w regionie Hauts-de-France, w departamencie Aisne.
Według danych na styczeń 2014 roku gminę zamieszkiwało 340 osób, a gęstość zaludnienia wynosiła 31,1 osób/km².